# Cornelhan
Cornelhan (en francès Corneillan) és un municipi francès situat al departament del Gers i a la regió d'Occitània.

## Geografia

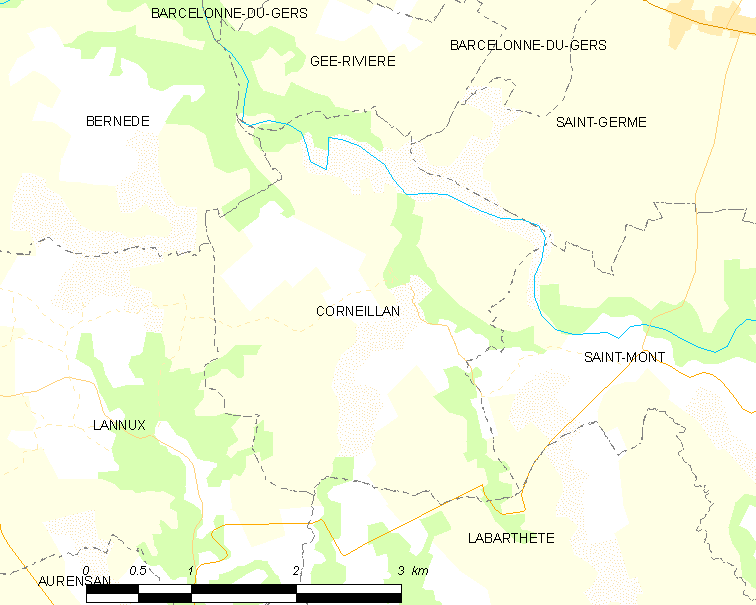
Mapa de la comuna de Cornelhan

## Administració i política

### Alcaldes
| Període   | Identitat         | Partit |
| --------- | ----------------- | ------ |
| 2001-2008 | Pascal Malhomme   |        |
| 2008-     | Olivier Tinnarage |        |

## Demografia
| 1962                                       | 1968 | 1975 | 1982 | 1990 | 1999 | 2006 |
| ------------------------------------------ | ---- | ---- | ---- | ---- | ---- | ---- |
| 153                                        | 140  | 121  | 114  | 115  | 147  | 141  |
| Des de 1962: població sense dobles comptes |      |      |      |      |      |      |